# Ameivula nativo
Ameivula nativo là một loài thằn lằn trong họ Teiidae. Loài này được Rocha, Bergallo & Peccinini-Seale miêu tả khoa học đầu tiên năm 1997.